# 阿雷基帕區

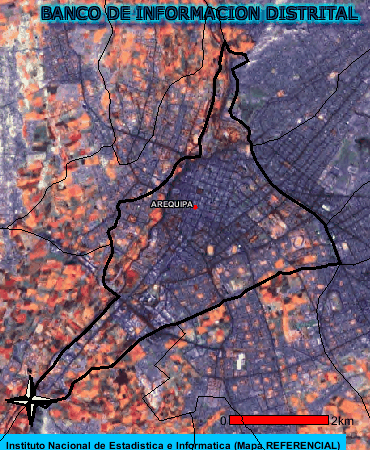

阿雷基帕區（西班牙語：Distrito de Arequipa），是秘魯的一個區，位於該國南部阿雷基帕大區的阿雷基帕省，面積12.8平方公里，2007年人口61,519，人口密度為每平方公里4,806人。